# Вудсток (Огайо)
Вудсток (англ. Woodstock) — селище (англ. village) в США, в окрузі Шампейн штату Огайо. Населення — 287 осіб (2020).

## Географія
Вудсток розташований за координатами 40°10′25″ пн. ш. 83°31′40″ зх. д. / 40.17361° пн. ш. 83.52778° зх. д. (40.173697, -83.527758).  За даними Бюро перепису населення США в 2010 році селище мало площу 0,76 км², уся площа — суходіл.

## Демографія
Згідно з переписом 2010 року, у селищі мешкало 305 осіб у 103 домогосподарствах у складі 82 родин. Густота населення становила 403 особи/км².  Було 113 помешкання (149/км²).
Расовий склад населення:
| - 98,4 % — білих - 1,0 % — корінних американців |

До двох чи більше рас належало 0,3 %. Частка іспаномовних становила 0,7 % від усіх жителів.
За віковим діапазоном населення розподілялося таким чином: 33,4 % — особи молодші 18 років, 58,7 % — особи у віці 18—64 років, 7,9 % — особи у віці 65 років та старші. Медіана віку мешканця становила 33,2 року. На 100 осіб жіночої статі у селищі припадало 111,8 чоловіків;  на 100 жінок у віці від 18 років та старших — 103,0 чоловіків також старших 18 років.
Середній дохід на одне домашнє господарство  становив 61 808 доларів США (медіана — 60 139), а середній дохід на одну сім'ю — 58 536 доларів (медіана — 60 694). За межею бідності перебувало 5,2 % осіб, у тому числі 0,0 % дітей у віці до 18 років та 0,0 % осіб у віці 65 років та старших.
Цивільне працевлаштоване населення становило 155 осіб. Основні галузі зайнятості: виробництво — 26,5 %, освіта, охорона здоров'я та соціальна допомога — 18,1 %, роздрібна торгівля — 12,3 %, науковці, спеціалісти, менеджери — 12,3 %.